# Ключ 78
Ключ 78 (трад. и упр. 歹, 歺) — ключ Канси со значением «смерть»; один из 34, состоящих из четырёх штрихов.
В словаре Канси есть 93 символа (из 49 030), которые можно найти c этим радикалом.

## История
Древняя идеограмма изображала кость.
Кроме этого значения иероглиф употребляется в значениях «истлевшие кости», «мертвая кость» и в качестве прилагательных «дурной», «плохой», «злой», «порочный».
В качестве ключевого знака иероглиф используется редко.

Техника написания
Техника написания
Вид в Цзягувэнь
Вид в большой печати Чжуаньшу
Вид в малой печати Чжуаньшу

В словарях находится под номером 78.

## Примеры иероглифов
| Доп. штрихи | Иероглифы                                          |
| ----------- | -------------------------------------------------- |
| 0           | 歹 歺                                              |
| 2           | 㱙 死                                              |
| 3           | 歼 𣧂                                              |
| 4           | 㱚 㱛 㱜 㱝 歽 歾 歿 殀 殁 𣧑                      |
| 5           | 㱞 㱟 㱠 殂 殃 殄 殅 殆                            |
| 6           | 㰷 㱡 殊 殈 殉                                     |
| 7           | 㱢 㱣 殌 殍 殎 殏 殐 殑 𣨕                         |
| 8           | 㱤 㱥 㱦 㱧 㱨 㱩 殚 殔 殕 殖 殗 殘 殙 𣨭 𣨮 𣨧 𣨰 |
| 9           | 㱪 㱫 㱬 㱭 㱮 殛 殜 𣩁 𣩂                         |
| 10          | 㱯 㱰 㱱 㱲 殝 殞 殟 殠                            |
| 11          | 㱳 㱴 殢 殣 殤 殥 殦                               |
| 12          | 㱵 㱶 㱷 殧 殨 殩 殪 殫 𣩦                         |
| 13          | 㱸 殬 殭 殮                                        |
| 14          | 殯                                                 |
| 15          | 殰 殱 𣩸                                           |
| 16          | 㱺 㱹                                              |
| 17          | 殲                                                 |
| 19          | 㱻                                                 |